# Cymothoe lurida
Cymothoe lurida là một loài bướm thuộc họ Nymphalidae. Loài này phân bố ở Bờ Biển Ngà, Ghana, Nigeria, Cameroon, Guinea Xích Đạo, Gabon, Cộng hòa Congo, Cộng hòa Trung Phi, Angola, Cộng hòa Dân chủ Congo, Uganda, Kenya, Tanzania và Zambia. Môi trường sống của loài này ở rừng đất thấp tới rừng núi và rừng ngập nước.
Ấu trùng ăn các loài thuộc chi Dovyalis, Rawsonia và Rinorea.

## Phân loài
- Cymothoe lurida lurida (Bờ Biển Ngà, Ghana)
- Cymothoe lurida azumai Carcasson, 1964 (tây bắc Tanzania, Zambia)
- Cymothoe lurida butleri Grünberg, 1908 (Uganda)
- Cymothoe lurida centralis Overlaet, 1952 (Cộng hòa Dân chủ Congo: trung tâm Lualaba, Kasai, Lomami và Sankuru)
- Cymothoe lurida hesione Weymer, 1907 (Nigeria: Cross River loop, Cameroon, Gabon, Congo, Cộng hòa Trung Phi, bắc Angola, tây Cộng hòa Dân chủ Congo)
- Cymothoe lurida sublurida Fruhstorfer, 1903 (Bioko)
- Cymothoe lurida tristis Overlaet, 1952 (Congo, Uganda: phía tây đến Bwamba và Toro, Cộng hòa Dân chủ Congo: Kinshasa, Mongala, Uele, Ituri và Kivu)